# 달리아 그리바우스카이테
달리아 그리바우스카이테(리투아니아어: Dalia Grybauskaitė [d̪ɐˈlʲɛ ɡʲrʲiːbɐʊsˈkɐ̂ˑɪt̪ʲeː], 1956년 3월 1일~)는 리투아니아의 정치인이다. 리투아니아 최초의 여성 대통령이며 흔히 "철의 여인"이라고 부르기도 한다.
유럽 연합(EU) 예산 담당 집행위원을 맡았으며, 2001년에서 2004년까지 리투아니아의 재무장관을 맡기도 했다. 소련 시절에는 정치경제학을 가르친 경력도 있다. 모국어인 리투아니아어를 비롯해서 영어, 러시아어, 프랑스어, 폴란드어를 구사할 줄 안다. 2009년 7월 12일부터 2019년 7월 12일까지 리투아니아의 대통령을 역임했다.

## 역대 선거 결과
| 선거명      | 직책명              | 대수 | 정당   | 1차 득표율 | 1차 득표수 | 2차 득표율 | 2차 득표수 | 결과 | 당락 |
| ----------- | ------------------- | ---- | ------ | ---------- | ---------- | ---------- | ---------- | ---- | ---- |
| 2009년 선거 | 리투아니아의 대통령 | 9대  | 무소속 | 69.09%     | 950,407표  |            |            | 1위  |      |
| 2014년 선거 | 리투아니아의 대통령 | 9대  | 무소속 | 45.92%     | 612,485표  | 57.90%     | 701,999표  | 1위  |      |